# 장베이구 (충칭시)

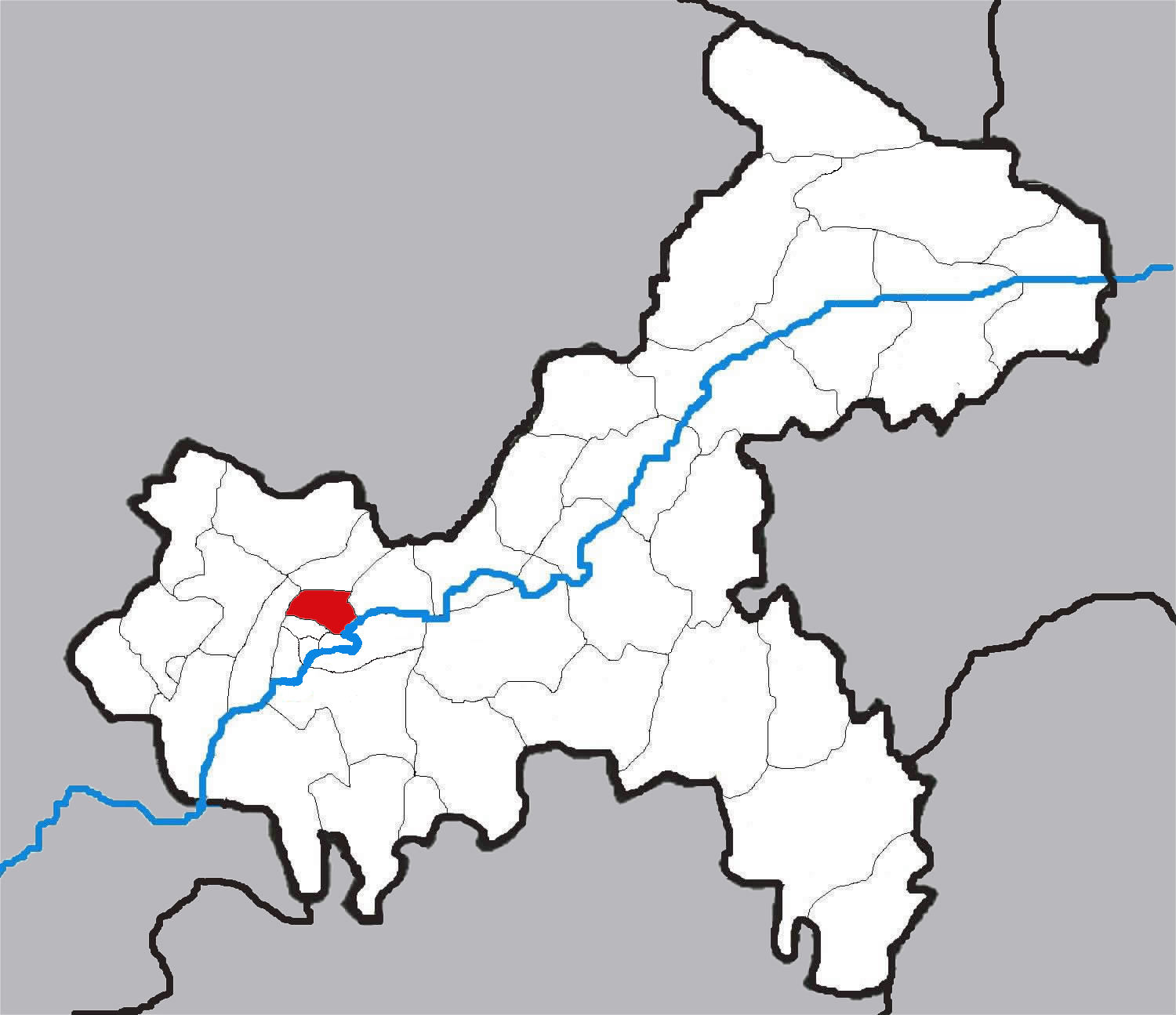
장베이 구의 위치

장베이구(한국어: 강북구,중국어: 江北区, 병음: Jiāngběi Qū)는 중화인민공화국 충칭시의 행정구역이다. 넓이는 221km2이고, 인구는 2007년 기준으로 520,000명이다.

## 기후
연평균 기온은 18.4°C이고 연평균 강수량은 1085.3mm이다.

## 행정 구역
9개 가도, 3개 진을 관할한다.
- 가도：华新街街道、江北城街道、石马河街道、大石坝街道、寸滩街道、观音桥街道、五里店街道、郭家沱街道、铁山坪街道。
- 진 : 鱼嘴镇、复盛镇、五宝镇。